# 松田弘
松田 弘（まつだ ひろし、1956年〈昭和31年〉4月4日 - ）は、日本のドラマー、シンガーソングライター。ロックバンドサザンオールスターズでドラムを担当。愛称は、ヒロシ、弘くん。
宮崎県出身。所属事務所はアミューズ。所属レコード会社はJVCケンウッド・ビクターエンタテインメント、所属レーベルはタイシタレーベル。宮崎県立宮崎大宮高校中退。

## 概要
1978年にサザンオールスターズのドラムスとしてメジャーデビューを果たし、1983年にアルバム『EROS』でソロ活動を開始した。以降、サザンの活動と並行して様々なジャンルを取り入れたソロアルバムを発売している。

## 人物

### 音楽性
小学生のころにグループ・サウンズに影響され、特に沢田研二を聞いていたという。スティーヴィー・ワンダーを始めとするディスコ・ソウル・ファンクといったブラックミュージックなどを特に好み、ドラムプレイはそれらのジャンルからの影響を色濃く受けている。ブラックミュージックのヴィジュアルに近付けるために1970年代初頭には髪型をアフロヘアーにし、ディスコでバンド活動をしていた。松田は「癒される音楽も好きだし弾けた音楽も好きな自分もいる」ことを自認している。また「未だにスティーヴィー・ワンダーの『迷信』のイントロを叩くだけでその日の調子がわかる（笑）」という。
桑田佳祐はサザンらしさの要因に松田の存在を挙げている。桑田は、松田について「とにかく歌心ってもんをとってもわかってる感じのドラマー」、「あいつは貪欲なの、何に対しても」、「サザンの本当のリーダーは彼じゃないかなってのは僕は思うんですよね」といい、1978年に松田が一時郷里に引き返したことがあったがその際については「ひきとめたのね、一所懸命。車の中でも口説いたの。もっとやってくれ！って」などと語った。高音が際立つ澄んだハイトーンボイスが特徴的で、サザンではドラムスと共に、コーラスでも重要な役割を担っている。特にライブでは桑田の歌声と対照的な高音域の歌声で、原由子との相性の良い幅広いコーラスワークを聴かせている。桑田以外のメンバーは体調不良や休養でライブにおいてサポートメンバーを立てていた時期があるが、松田だけはデビュー以来常にステージに上がり続けている。サザンの1993年末に行われたライブ『「しじみのお味噌汁」コンサート』では全12公演中、中盤の4公演が松田の体調不良（急性肺炎）のため、ライブ自体が年明けに順延になった。それだけ松田は決して外すことができない重要人物であり、ラジオ番組での桑田の発言からも、信頼が厚いことが窺える。
サザンの和洋折衷な世界観を肯定的に考えており、特に「JAPANEGGAE (ジャパネゲエ)」を気に入っている。サザンのアルバム『Young Love』のジャケット写真では、ローリング・ストーンズのアルバム『サタニック・マジェスティーズ』のジャケットのパロディで登場する。

### エピソード
サザンの楽曲「そんなヒロシに騙されて」については「名前は貸したけど自分のことを歌っているわけではない」とコメントしている。
サザンのアルバム『キラーストリート』に収録されている「The Track for the Japanese Typical Foods called "Karaage" & "Soba" 〜 キラーストリート (Reprise)」では、から揚げが食べられないことが歌詞でネタにされている。また、子供のころに川に入って魚に囲まれて以来魚が大の苦手であり、メンバー全員が知っている。
子供のころから熱心な読売ジャイアンツのファンであり、宮崎で行われるキャンプを見に行ってはサインをもらっていたという。桑田からは「サザンの原辰徳」とも呼ばれている。2019年のサザン全国ツアーではメンバー紹介の際に「オレは巨人が大好きだー！！　原監督を胴上げするぞー！！」と叫んだ。
松田によると「人生で一番大きな出来事は10代のときに妻と出会ったこと」である。息子の松田翔もドラマーで、サザンのアルバム『キラーストリート』に収録されている「愛と死の輪舞」ではドラムを演奏している。また、桑田が制作した松田のボーカル曲の一つである「翔(SHOW) 〜鼓動のプレゼント」は、当時妻のお腹にいた彼に向けて歌われた歌である。娘の松田麻衣もアーティストで、自身がプロデュースするプロジェクト“BEAT CLUB”への出演経験もある。
苔が好き。

## 来歴
1972年、松田が大森隆志にドラムを貸す形で大森と知り合う。1973年に一浪の後、宮崎県立宮崎大宮高校に入学。1974年に音楽で生計を立てようと決意し高校を中退、地元の人気バンド「クエスチョン」のドラマーとなるが、1975年に解散した。
1977年2月に青山学院大学に入学していた大森の紹介で、同大学のサークルで音楽活動をしていた桑田佳祐らと知り合った。当時桑田が結成した「サザンオールスターズ」は解散状態だったが、松田が加入したことによって再結成した。

### メジャーデビュー後
1978年6月25日にビクター音楽産業より、サザンオールスターズとして「勝手にシンドバッド」でメジャーデビューを果たした。
1980年に発売されたサザンの3枚目アルバム『タイニイ・バブルス』に収録されている「松田の子守唄」では初のボーカルを務めた。以降、サザンの楽曲でいくつかボーカルを担当している。また、その中でも「遥かなる瞬間」「君に贈るLOVE SONG」については作詞・作曲も担当している。
1983年に1枚目シングル「トゥナイト・ザ・ナイト」、1枚目アルバム『EROS』でソロデビューを果たした。これらの作品はドラム中心のサウンドを避けて、ボーカルに重心を置いた作品に仕上がっている。1986年にサザンの活動休止に合わせ、桑田が結成したバンド・KUWATA BANDにドラムスとして参加した。
1997年に2枚目シングル「それでも時は」、2枚目アルバム『DRMS（ディルムス）』を発売。アルバムのタイトルは“Drums”と“Dreams”を合わせた造語である。
2002年に8組の女性シンガーを招き、デュエットして制作した3枚目アルバム『［FUTARi.］O.S.T.』を発売。翌2003年に自身が音楽を担当した映画『マナに抱かれて』のサウンドトラック『［マナに抱かれて］O.S.T.』が発売された。
2008年にディスコやファンクを取り入れたアルバム『GOOD CELEBRATION』を発売した。2009年8月30日に山中湖で開催されたライブイベント「SWEET LOVE SHOWER 2009」に「桑田佳祐 & SUPER MUSIC TIGERS」のドラマーとして参加。松田によるとサザンの活動休止のリアリティを感じたのはこのイベントの後からだったという。2011年6月25日放送の桑田のラジオ番組『桑田佳祐のやさしい夜遊び スペシャル』にゲスト出演し、娘の松田麻衣が妊娠中であり孫が生まれることを公表した。
2019年2月20日にサザンも含めて自身の楽曲全てがサブスクリプション型サービスでのストリーミング配信が解禁された。
2020年8月26日にサザンのホームページにて、音楽活動の一時休止が発表された。春先から肩の違和感を覚え、病院で検査の結果、右肩腱板断裂と診断された。既に手術は受けており、休止の間は完全な回復をするためリハビリ治療に専念し、同年12月の年越しライブから活動を再開している。
2022年8月からサザンの公式YouTubeチャンネルで、『松田弘のサザンビート』と題した配信番組が開始された。この番組は松田自らがサザンの楽曲のドラム解説、ライブやレコーディング時のエピソード、サザンにまつわる秘話を語り、時にはゲストを招いたりする番組となっている。

## 作品

### シングル
| # | 発売日         | タイトル               | 形態  | 規格品番   | 収録アルバム       |
| - | -------------- | ---------------------- | ----- | ---------- | ------------------ |
| 1 | 1983年5月21日  | トゥナイト・ザ・ナイト | EP    | VIHX-1608  | EROS               |
| 1 | 1993年7月21日  | トゥナイト・ザ・ナイト | 8cmCD | VIDL-163   | EROS               |
| 2 | 1997年10月22日 | それでも時は           | 8cmCD | VIDL-30081 | DRMS（ディルムス） |

### アルバム
| # | 発売日         | タイトル                 | 発売名義                     | 形態 | 規格品番   | 収録曲 |
| - | -------------- | ------------------------ | ---------------------------- | ---- | ---------- | --- |
| 1 | 1983年5月21日  | EROS                     | 松田弘                       | CD   | VICL-8065  | 1. NEED YOUR LOVE 2. STREET LIFE 3. ユラユラ・パラダイス 4. 蒼いパリッシュ 5. 夢・散歩道 6. FUNK FUN 7. ANGEL 8. トゥナイト・ザ・ナイト 9. RAINY NIGHT 10. プロポーズ |
| 2 | 1997年10月22日 | DRMS（ミニアルバム）     | 松田弘                       | CD   | VICL-60126 | 1. Thursday Music Club 2. ふたり 3. INVADED 4. Sexual Chat〜大人の童話〜 5. それでも時は |
| 3 | 2002年11月27日 | [FUTARi.]O.S.T.          | 松田弘&QUIET LOVE NOTES      | CD   | VICL-61008 | 1. Better Days 2. 二人のメロディ 3. 愛は戻らない 4. Forbidden Love 5. 静かな日々 6. SIESTA 7. Love Letter 8. 砂の女 9. 微笑みを君と・・・ 10. Dear One 11. 蒼いパリッシュ |
| 4 | 2003年6月4日   | ［マナに抱かれて］O.S.T. | 松田弘                       | CD   | VICL-61138 | 1. MANA.〜Overture〜 2. Windy Yard 3. Happy Meal 4. A Promise 5. Saddness 6. 愛は戻らない 7. Misconception! 8. Love Letter 9. Kilauea 10. Orange Memories 11. Heaven's Island 12. Ohia-Lehua 13. Turquoise Blue (Ukulele Ver.) 14. Melancholy 15. Turquoise Blue 16. Dear One 17. Increase 18. Strange Motion 19. Fear,Panic,Rainbow 20. Nagisa 21. Futari 22. TSUNAMI（有里知花） |
| 5 | 2008年4月23日  | GOOD CELEBRATION         | BOOGIE MATSUDA＆FUNKY★FREAKS | CD   | VICL-62804 | 1. GOOD CELEBRATION 2. SHINING STAR 3. 愛×脳FEELING 4. GALAXY 5. HEAVEN 6. 愛という名の季節（とき） |

出典:

### 参加作品
| アーティスト名            | 発売日        | タイトル        | 形態 | 規格品番  | レーベル                           | オリコン順位 | 備考                                                           |
| ------------------------- | ------------- | --------------- | ---- | --------- | ---------------------------------- | ------------ | -------------------------------------------------------------- |
| 吉田拓郎とLOVE2 ALL STARS | 1997年11月1日 | みんな大好き    | CD   | FLCF-3702 | フォーライフ                       | 4位          | 「こっちを向いてくれ」と「たどり着いたらいつも雨降り」に参加。 |
| チーム・アミューズ!!      | 2011年5月25日 | Let's try again | CD   | ASCM-6092 | アミューズソフトエンタテインメント | 2位          |                                                                |

### 提供作品

#### 楽曲提供
- 絵里香「心のプラネット」作曲（OVA『万能文化猫娘』イメージソング、1993年）

#### プロデュース作品
- 宮崎萬純「Cloudy Night」（1988年）
- 電撃ネットワーク「ガツン！」（1993年）

## 出演

### テレビ番組
- LOVE LOVE あいしてる（フジテレビ） - バックバンド「LOVE LOVE ALL STARS」（ドラム）として不定期で出演[47]。
- 新堂本兄弟（フジテレビ） - サポートメンバー（ドラム）として不定期で出演。

## 音楽監督
- バリキン7 賢者の戦略（TBSテレビ）